# Blaesoxipha convena
Blaesoxipha convena är en tvåvingeart som först beskrevs av Henry J. Reinhard 1947.  Blaesoxipha convena ingår i släktet Blaesoxipha och familjen köttflugor. Inga underarter finns listade i Catalogue of Life.